# مات ستاينبروك
مات ستاينبروك (بالإنجليزية: Matt Stainbrook)‏ مواليد 5 مارس 1992 في دايتون، هو لاعب كرة سلة أمريكي. بدأ مسيرته الاحترافية في سنة 2015. يلعب في الدوري الإسباني لكرة السلة الدرجة الثانية كلاعب وسط. يحمل الرقم 14. يبلغ طوله 6 قدم 10 بوصة (2.1 م). لعب مع كرايلسهايم مرلينز في الدوري الألماني لكرة السلة ونادي بريوغان لكرة السلة.

## روابط خارجية
- مات ستاينبروك على موقع TFRRS.org (الإنجليزية)
- مات ستاينبروك على موقع كرة السلة الأوروبية.كوم (الإنجليزية)
- مات ستاينبروك على موقع كلية كرة السلة في سبورتس رفرنس.كوم (الإنجليزية)
- مات ستاينبروك على موقع ريلجم (الإنجليزية)
- مات ستاينبروك على موقع بروبوليرز (الإنجليزية)